# Yingo
Pour l’article homonyme, voir Yingo (site web).
Yingo est une émission de télévision chilienne diffusée sur la chaîne de télévision Chilevisión et présentée par Karol Lucero. Diffusée lundi au vendredi à 19h00.

## Animateurs
- Catalina Palacios (2007-2011)
- Hotuiti Teao (2007-2009)
- Mario Velasco (2009-2012)
- Carolina Mestrovic (2012)
- Karol Dance (2011-2013)

### Animateurs remplacements
- Karol Lucero (2011)
- Rodrigo Avilés (2011-2012)
- Gianella Marengo (2011-2012)

### Coprésentateurs
- Mariuxi Domínguez (2009-2012)
- Camilo Huerta (2009-2011, 2012-2013)
- Karol Lucero (2009-2010)
- Rodrigo Avilés (2010-2012)
- Gianella Marengo (2010-2012)
- Karla Quiroga (2011)
- Connie Mengotti (2012-2013)

## Team Yingo
- Mauricio "Mauro" Rojas: Animateur.
- Constanza "Coty" Azócar: Chanteuse.
- Carla "Carlita" Caceres: Danseuse.
- Karina León: Coanimatrice de l'émission.
- Iván Cabrera - Iván: Danseur
- Natalia Rodríguez Muñoz - Arenita: Chanteuse.
- Ariel Osses - Elfi: Danseur.
- Cristián Jara - Hardcorito.
- Alexander Núñez - Arenito: Danseur.
- Camilo Huerta - Camilo: Mannequin.
- Francisco Rodríguez Prat - Pancho: Mannequin.
- Stephanie Cuevas - Fanny: Ancien Mundos opuestos (téléréalité).
- Faloon Larraguibel - Faloon: Mannequin.
- Karol Lucero - Karol Dance: Animateur de radio et télévision.
- Laura Prieto - Laura: Mannequin et actrice.
- Thais Larraguibel - Thais: Mannequin.
- Karla Vásquez -Karla: Chanteuse.
- Kevin Vásquez: Acteur et chanteur.
- María Paz "Pazita" Duarte: Chanteuse.
- Agustín Romo: Chanteur.
- Daniel Diaz: Chanteur.
- Valentina Roth - Vale Roth: Danseuse.
- Mariuxi Dominguez - Mariuxi: Journaliste, danseuse et animatrice de Sin vergüenza.
- Camila Nash - Camila: Championne de karaté.
- Camila Andrade - Camila.

## Juges
- Ricardo Cantín - Ricardo: Journaliste et commentateur.
- Willy Geisse - Willy: Producteur, ancien juge de Fiebre de baile.
- Francesca Cigna - Blanquita Nieves: Danseuse, vedette et ancien concoursant de Fiebre de baile.
- Claudia Pérez: Actrice.
- Yamna Lobos: Danseuse, actrice et animatrice de télévision.
- Karen Paola: Chanteuse, danseuse et actrice.
- Natalia Rodríguez Muñoz: Chanteuse.
- Vanessa Carbone: Actrice et mannequin.
- Rosita Piulats: Danseuse et chorégraphe.
- Jessica Abudinen: Journaliste et animatrice de télévision.
- Roberto Dueñas: Commentateur.
- Pamela Díaz: Mannequin et commentatrice.
- Natalia Valdebenito: Actrice.
- Jaime Naun: Danseur et chorégraphe.
- Mónica Rodríguez: Chanteuse.
- Loreto Bisbal: Productrice de musique.
- May Schuster: Chanteuse.
- Carlos Figueroa: Producteur de l'événement.
- Daniel Guerrero: Chanteuse.